# Cristina Uriarte
Cristina Uriarte Toledo (Fuenterrabía, Guipúzcoa, 1961) es una política del País Vasco y profesora de la Universidad del País Vasco española.

## Biografía
Doctora de Ciencias Químicas española que desde diciembre de 2012 hasta septiembre de 2020 ejerció el cargo de consejera de Educación, Política Lingüística y Cultura del Gobierno Vasco.
Hasta convertirse en consejera (independiente, no estaba afiliada al PNV) trabajaba como profesora de la Facultad de Químicas y, desde 2004, como vicerrectora del campus guipuzcoano de la Universidad del País Vasco. También fue responsable de relaciones externas del campus de Guipúzcoa en 1999, y directora del área dos años después. Además, en el 2008 colaboró con el exalcalde donostiarra socialista, Odón Elorza, realizando un plan estratégico de la ciudad. Es presidenta del plan estratégico de San Sebastián, miembro de la Real Sociedad Española de Química, y del comité ejecutivo del plan estratégico 2004-2008.
Está casada y tiene dos hijos. Es sobrina del ya fallecido Pedro Toledo, antiguo presidente del Banco de Vizcaya.